# Rayo-Klasse
Die Rayo-Klasse war eine Klasse von zwei 80-Kanonen-Linienschiffen der spanischen Marine, die von 1749 bis 1813 in Dienst stand.

## Geschichte
Die 1746 bestellte Klasse wurde von dem Marinearchitekten Juan Jorge  entworfen und unter der Bauaufsicht des Schiffbaumeisters Pedro de Torres aus Tropenholz für 143.000 Pesos, zwischen 1747 und 1751, in der Marinewerft von Havanna gebaut.

## Einheiten
| Name (Advocaciones)        | Bauwerft                             | Kiellegunf     | Stapellauf       | Indienststellung | Verbleib |
| -------------------------- | ------------------------------------ | -------------- | ---------------- | ---------------- | --- |
| Rayo (San Pedro Apóstol)   | Real Astillero de La Habana, Havanna | 1. Januar 1747 | 28. Juni 1749    | 15. August 1750  | 1803–04 umbau zum 100-Kanonen-Schiff, im Oktober 1805 durch die Royal Navy gekapert, anschließend im Sturm auf Grund gelaufen und verbrannt         |
| Real Fénix (San Alejandro) | Real Astillero de La Habana, Havanna | 1. Juli 1747   | 26. Februar 1749 | 1. Dezember 1749 | Im Januar 1780 durch die Royal Navy gekapert (Schlacht bei Kap St. Vincent), als Gibraltar in Dienst, ab 1813 Hulk und ab November 1836 abgebrochen |

## Technische Beschreibung
Die Klasse war als Batterieschiff mit zwei durchgehenden Geschützdecks konzipiert und hatte eine Länge von 52,96 Metern (Geschützdeck) bzw. 47,02 Meter (Kiel), eine Breite von 15,37 Metern und einen Tiefgang von 7,06 Metern. Sie waren Rahsegler mit drei Masten (Fockmast, Großmast und Kreuzmast). Der Rumpf schloss im Heckbereich mit einem Heckspiegel, in den Galerien integriert waren, die in die seitlich angebrachten Seitengalerien mündeten. Diese waren aus Repräsentationsgründen durch zeitspezifische Schnitzereien und Bildhauerarbeiten geschmückt. Die Beplankung war kraweel ausgeführt, das heißt, die Enden der Planken stießen stumpf aufeinander, so dass eine glatte Außenfläche entstand.
Die Bewaffnung der Klasse bestand aus 80 Kanonen.
Im Jahr 1803 wurde die Rayo in einer Werft in Cartagena umgebaut. Hierbei wurde sie, durch Verbinden des Back- und Achterdecks zu einem Spardeck, ein nominellen Dreidecker mit 100 Geschützen.

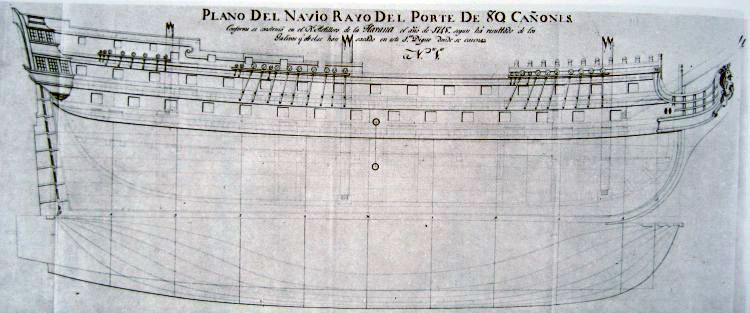
Risszeichnung der Rayo als 80-Kanonen-Linienschiff
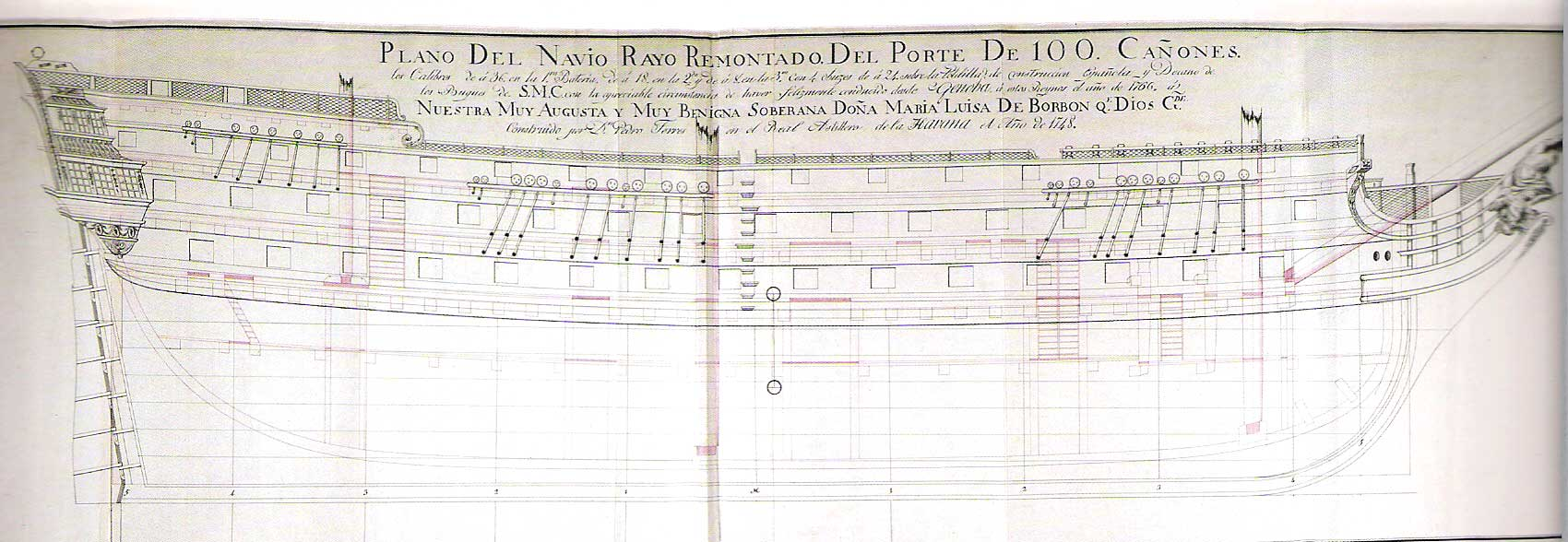
Risszeichnung der Rayo nach Umbau zum 100-Kanonen-Linienschiff

|                   | Unteres Batteriedeck    | Oberes Batteriedeck     | Backdeck                                         | Achterdeck                                       | Kanonen (Geschossgewicht) |
| ----------------- | ----------------------- | ----------------------- | ------------------------------------------------ | ------------------------------------------------ | ------------------------- |
| 1751 (Rayo)       | 30 × 24-Pfünder-Kanonen | 32 × 18-Pfünder-Kanonen | 4 × 8-Pfünder-Kanonen                            | 14 × 8-Pfünder-Kanonen 2 × 3-Pfünder-Pedreros    | 82 Geschütze              |
| 1751 (Real Fénix) | 32 × 24-Pfünder-Kanonen | 32 × 24-Pfünder-Kanonen | 4 × 8-Pfünder-Kanonen                            | 14 × 8-Pfünder-Kanonen 2 × 3-Pfünder-Pedreros    | 84 Geschütze              |
| 1781 (Gibraltar)  | 30 × 24-Pfünder-Kanonen | 32 × 24-Pfünder-Kanonen | 6 × 9-Pfünder-Kanonen                            | 12 × 9-Pfünder-Kanonen 2 × 68-Pfünder-Karronaden | 82 Geschütze (404,98 kg)  |
|                   | Unteres Batteriedeck    | Mittleres Batteriedeck  | Oberes Batteriedeck                              | Oberes Batteriedeck                              | Kanonen (Geschossgewicht) |
| 1805 (Rayo)       | 30 × 36-Pfünder-Kanonen | 32 × 18-Pfünder-Kanonen | 32 × 8-Pfünder-Kanonen 6 × 18-Pfünder-Karronaden | 32 × 8-Pfünder-Kanonen 6 × 18-Pfünder-Karronaden | 100 Geschütze (463,59 kg) |

## Bemerkungen
1. ↑  Bei der Berechnung des Gewichtes einer Breitseite kann es zu Unterschieden kommen, da in der damaligen Zeit ein Pfund, je nach Land, unterschiedliche Gewichtswerte hatte. Das spanische Libra hatte z. B. ein Gewicht von 460,08 Gramm, während das englische Pound ein Gewicht von 453,592 Gramm hatte.